# Susitna (Alaska)
Pour les articles homonymes, voir Susitna.
Susitna est une localité d'Alaska aux États-Unis faisant partie du Borough de Matanuska-Susitna, dans l'aire métropolitaine d'Anchorage. Sa population était de 18 habitants en 2010.
Elle est située sur la rive ouest de la rivière Susitna, au pied du mont Susitna, à 48 km à vol d'oiseau d'Anchorage à l'ouest de Big Lake.
Les températures moyennes de janvier vont de -16 à -5 °C et de 8 à 20 °C en juillet.
Le nom Susitna fait référence à celui de la vallée, de la rivière, du site historique habité par les autochtones, et de la localité actuelle. La poste y a été établie en 1906 et supprimée en 1943.
Actuellement, les résidents pratiquent la pêche professionnelle, ou les activités liées au tourisme pendant les mois d'été.

## Démographie
| 1880 | 1890 | 1910 | 1920 | 1930 | 1940 |
| ---- | ---- | ---- | ---- | ---- | ---- |
| 90   | 142  | 233  | 48   | 91   | 12   |

| 1950 | 2000 | 2010 | - | - | - |
| ---- | ---- | ---- | - | - | - |
| 42   | 37   | 18   | - | - | - |